# Накопленная заболеваемость
Нако́пленная заболева́емость — медико-статистический показатель, определяющий совокупность всех заболеваний, зарегистрированных в течение последнего года длительного периода наблюдений (3-5 лет и более) и в предшествующие годы, по поводу которых могло и не быть обращений в текущем году.

## Метод расчёта и значение как показателя
Показатель рассчитывается на 1000 населения соответствующего возраста; наиболее достоверно отражает здоровье населения, изучаемого методом обращаемости.